# Danfeng Dao
Danfeng Dao (chinesisch 丹鳳島) ist eine kleine Insel vor der Ingrid-Christensen-Küste des ostantarktischen Prinzessin-Elisabeth-Lands. Sie liegt östlich der chinesischen Zhongshan-Station im Gebiet der Larsemann Hills und ist die größte in der Inselgruppe Yuanyang Qundao.
Chinesische Wissenschaftler benannten sie im Jahr 1989. Der weitere Benennungshintergrund ist nicht überliefert.